# Adam Kamiński (siatkarz)
Adam Kamiński (ur. 27 maja 1984 w Chatham w Kanadzie) – kanadyjski siatkarz polskiego pochodzenia, grający na pozycji środkowego. Reprezentant Kanady.
Adam Kamiński urodził się jako syn Józefa i Kazimiery. Jego rodzice w latach 70. wyjechali do Kanady. Początkowo uprawiał koszykówkę, lecz pod koniec szkoły średniej zainteresował się siatkówką. Grał w uczelnianej drużynie, z którą dwa razy zdobył mistrzostwo i trzy razy wicemistrzostwo Kanady. W pierwszym sezonie uzyskał tytuł najlepszego debiutanta. Jego dobra gra w Ameryce zaowocowała transferem do słoweńskiego OK Salonit Anhovo Kanal, w którym spędził półtora roku i zdobył wicemistrzostwo kraju.
Po wygaśnięciu umowy ze słoweńską drużyną Kamiński rozpoczął poszukiwania nowego zespołu. Dostał kilka propozycji, wybrał beniaminka PlusLigi, Fart Kielce, z którym podpisał roczny kontrakt. W jego barwach zadebiutował w inauguracyjnym spotkaniu sezonu ze Skrą Bełchatów. W pierwszej rundzie pełnił rolę rezerwowego; najdłużej zagrał w pojedynku przeciwko Politechnice Warszawskiej; zdobył w nim cztery punkty. Pod koniec sezonu występował częściej; w meczach barażowych zdobył 45 punktów. Latem 2011 przedłużył o rok kontrakt z kieleckim zespołem.
Od stycznia 2013 roku był zawodnikiem czeskiego VK Dukla Liberec, a w sierpniu 2013 został graczem polskiego Cerradu Czarnych Radom.
Adam Kamiński ma także na swoim koncie występy w reprezentacji Kanady. Wziął udział w mistrzostwach świata 2010, odpadł wraz z reprezentacją, w pierwszej fazie rozgrywek.